# Perception
Perception es una serie estadounidense creada por Kenneth Biller y Mike Sussman. Eric McCormack interpreta al protagonista, el Dr. Daniel Pierce, un neuropsicólogo que padece esquizofrenia paranoide y ayuda al FBI en casos difíciles.
La serie se estrenó en Estados Unidos en TNT el 9 de julio de 2012. En España se estrenó en AXN el 1 de octubre del mismo año. 
El 17 de agosto de 2012 TNT renovó la serie para una segunda temporada de 10 episodios estrenándose en 2013.
La tercera y última temporada de Perception fue estrenada el 17 de junio de 2014, emitiéndose el último episodio el 17 de marzo de 2015.

## Argumento
El D r. Daniel Pierce, un talentoso neuropsicólogo con esquizofrenia, Profesor de la Universidad de Chicago que adicionalmente trabaja como consultor para el FBI en casos complejos. El Dr. Pierce fue reclutado por una exestudiante suya, Kate Moretti, con quien ahora trabaja de manera muy cercana. A veces ayudan al Dr. Pierce su ayudante, Max Lewicki y una de sus alucinaciones, Natalie Vincent, que además es su mejor amiga.
Los episodios generalmente empiezan con una escena del Dr. Pierce dando una clase a sus estudiantes sobre algún aspecto de la mente humana, que posteriormente resultará relevante en la trama del episodio. Simétricamente, terminan con otra escena del Dr. Pierce dando una clase en que hace una valoración final sobre las paradojas de la percepción humana relacionándolo con la trama del capítulo.

## Reparto

### Reparto principal
- Eric McCormack es el Dr. Daniel Pierce, un Neuropsiquiatra y profesor en una Universidad de Chicago, trabaja como consultor del FBI en casos complejos. El interés del Dr. Pierce en la neurociencia se deriva de su propia esquizofrenia y paranoia.

- Rachael Leigh Cook es la Agente Especial Kate Moretti, una exestudiante del Dr. Pierce que actualmente trabaja para el FBI.

- Arjay Smith es Max Lewicki, el asistente del Dr. Pierce. Le ayuda a diferenciar entre personas reales y alucinaciones inducidas por su esquizofrenia. Fue un celador que estuvo en el psiquiátrico donde estuvo internado Pierce por su enfermedad.

- Kelly Rowan es Natalie Vincent, una de las alucinaciones del Dr. Pierce y su mejor amiga y confidente.

### Elenco recurrente
- LeVar Burton es Paul Haley, el decano de la universidad de Chicago y amigo de Pierce.

- Jonathan Scarfe es el Agente del FBI Roger Probert, compañero de Kate.

- Jamie Bamber es el Dr. Michael Hathaway, un nuevo profesor que no tiene mucho aprecio por Pierce, y está interesado en Kate.

## Episodios
| N.º | Título           | Situaciones de aula                                              | Fecha de emisión en Estados Unidos | Casos neuropsicológicos          |
| --- | ---------------- | ---------------------------------------------------------------- | ---------------------------------- | -------------------------------- |
| 1   | Piloto           | ¿Qué es la realidad?                                             | 9 de julio de 2012                 | Síndrome de Korsakoff, Afasia    |
| 2   | Rostros          | ¿Qué es el Yo?                                                   | 16 de julio de 2012                | Prosopagnosia                    |
| 3   | 86'd             | ¿Qué es el tiempo?                                               | 23 de julio de 2012                | Amnesia anterógrada              |
| 4   | Cifrado          | ¿Qué es la conciencia?                                           | 30 de julio de 2012                | Esteganografía , dislexia        |
| 5   | La mensajera     | ¿Qué representan los símbolos?                                   | 6 de agosto de 2012                | Epilepsia del Lóbulo Temporal    |
| 6   | Enfermos de amor | ¿Existe el libre albedrío?                                       | 20 de agosto de 2012               | Hipersexualidad                  |
| 7   | Nemesis          | ¿Ayudan los medicamentos?                                        | 27 de agosto de 2012               | Misticismo                       |
| 8   | Kilimanjaro      | ¿Qué nos motiva?                                                 | 3 de septiembre de 2012            | Anisocoria                       |
| 9   | Sombra           | ¿Qué es el miedo?                                                | 10 de septiembre de 2012           | Esquizofrenia paranoide          |
| 10  | Luz              | ¿Es preferible una amiga o una psiquiatra?                       | 17 de septiembre de 2012           | Alucinación                      |
| 11  | C-c-cambios      | ¿Cómo es un cerebro normal?                                      | 25 de junio de 2013                | Personalidad, Neuroplasticidad   |
| 12  | Alienación       | ¿Cómo el amor reconecta con el cerebro?                          | 2 de julio de 2013                 | Síndrome de Capgras              |
| 13  | Ceguera          | ¿Por qué vemos caras en la luna?                                 | 9 de julio de 2013                 | Ceguera mental                   |
| 14  | Tóxico           | ¿Qué hace que mantengamos nuestros secretos escondidos?          | 16 de julio de 2013                | Tics, Neurofibromatosis          |
| 15  | Caleidoscopio    | ¿Cuál es la esencia de nuestra personalidad?                     | 23 de julio de 2013                | Trastorno de déficit de atención |
| 16  | Defectuoso       | ¿Cuál es el potencial desaprovechado de nuestro cerebro?         | 30 de julio de 2013                | Enfermedad de Parkinson          |
| 17  | Neuropositivo    | ¿Cuál es la diferencia entre cerebro y corazón?                  | 6 de agosto de 2013                | Integración neuropositiva        |
| 18  | Asilo            | ¿Puede el cerebro curarse a sí mismo?                            | 13 de agosto de 2013               | Trastorno obsesivo-compulsivo    |
| 19  | Lastimado        | ¿Qué causa una encefalitis?                                      | 20 de agosto de 2013               | Síndrome de Klüver-Bucy          |
| 20  | Guerrero         | ¿Existe una segunda oportunidad para el cerebro?                 | 27 de agosto de 2013               | Hemiplejía                       |
| 21  | Curveball        | ¿Cómo es el cerebro de los gemelos?                              | 25 de febrero de 2014              | Inteligencia, Raza               |
| 22  | Hermandad        | ¿Dónde se procesa el razonamiento moral?                         | 4 de marzo de 2014                 | Empatía                          |
| 23  | Cobra            | ¿En qué creemos?                                                 | 11 de marzo de 2014                | Inteligencia, amor y fe          |
| 24  | Obsesión         | ¿Cómo la amígdala toma decisiones?                               | 18 de marzo de 2014                | Obsesión                         |
| 25  | París            | ¿Cómo se manifiesta la desilusión?                               | 17 de junio de 2014                | Síndrome de París                |
| 26  | Dificultad       | ¿Cómo afectan las experiencias negativas?                        | 24 de junio de 2014                | Analgesia congénita              |
| 27  | Escalofrío       | ¿Cuál es el efecto de dopar nuestras emociones?                  | 1 de julio de 2014                 | Alzheimer, Parkinson, Kuru       |
| 28  | Posesión         | ¿Por qué no nos rendimos a la tentación?                         | 8 de julio de 2014                 | Teratoma                         |
| 29  | Eternidad        | ¿Qué le da significado a la vida?                                | 15 de julio de 2014                | Inteligencia artificial          |
| 30  | Inconcebible     | ¿Cuál es el milagro de dar a luz?                                | 22 de julio de 2014                | Creatividad                      |
| 31  | Bolero           | ¿Por qué las rupturas son tan difíciles?                         | 29 de julio de 2014                | Síndrome de abstinencia          |
| 32  | Prólogo          | ¿Está el Destino escrito con tinta indeleble?                    | 5 de agosto de 2014                | Libertad y locura                |
| 33  | Silencio         | ¿Por qué es tan importante el silencio?                          | 12 de agosto de 2014               | Psicofonía y Aritmomanía         |
| 34  | Sucio            | ¿Cuál es el peligro de nuestros prejuicios?                      | 19 de agosto de 2014               | Memoria implícita                |
| 35  | Lluvia de ideas  | ¿Cómo se resuelve un misterio?                                   | 17 de febrero de 2015              | Craneotomía                      |
| 36  | Comida           | ¿Cómo evitamos que nuestras identidades arruinen nuestras vidas? | 24 de febrero de 2015              | Parasomnia, Sonambulismo         |
| 37  | Espejo           | ¿Podemos negar nuestros sentimientos para siempre?               | 3 de marzo de 2015                 | Sinestesia                       |
| 38  | Romeo            | ¿Qué es un comportamiento normal?                                | 10 de marzo de 2015                | Obsesión, Corazón roto           |
| 39  | Carrera          | ¿Somos buenos ante una crisis?                                   | 17 de marzo de 2015                | Disociación (neuropsicología)    |

## Distribución internacional
| País                      | Canal          | Estreno                  |
| ------------------------- | -------------- | ------------------------ |
| Estados Unidos            | TNT            | 9 de julio de 2012       |
| Polonia                   | Fox            | 10 de agosto de 2012     |
| Argentina Colombia México | AXN            | 20 de agosto de 2012     |
| Canadá                    | Bravo          | 5 de septiembre de 2012  |
| Hong Kong                 | TVB Pearl      | 11 de septiembre de 2012 |
| España                    | AXN Atreseries | 1 de octubre de 2012     |
| Reino Unido               | Watch          | 3 de octubre de 2012     |
| Brasil                    | AXN            | 7 de noviembre de 2012   |
| Italia                    | Fox Rai 3      | 28 de noviembre de 2012  |
| Alemania                  | RTL Crime VOX  | 8 de noviembre de 2013   |
| Francia                   | M6             | 10 de abril de 2014      |